# Styringomyia nigrobarbata
Styringomyia nigrobarbata är en tvåvingeart som beskrevs av Alexander 1971. Styringomyia nigrobarbata ingår i släktet Styringomyia och familjen småharkrankar. Inga underarter finns listade i Catalogue of Life.